# Phomopsis oblita
Phomopsis oblita är en svampart som beskrevs av Sacc. 1910. Phomopsis oblita ingår i släktet Phomopsis och familjen Diaporthaceae.   Inga underarter finns listade i Catalogue of Life.